# FreeSync
FreeSync（フリーシンク）は、AMDによって開発された可変リフレッシュレート技術。

## 概要
テレビ放送など、固定フレームレートの映像を表示する前提で発展してきた従来のディスプレイデバイスは、一定のリフレッシュレートでの映像表示を基本としてきた。
一方、コンピュータゲームは負荷によってフレームレートが変動するため、フレームレートをリフレッシュレートと同期する「垂直同期（VSync）有効」か、それを無視してフレームを表示し続ける「垂直同期無効」のどちらかを選択する必要があった。しかし、垂直同期有効時はフレームレートの低下で「スタッタリング（カクつき、処理落ち）」や遅延が生じることがある。垂直同期無効時はこれらの問題は無いものの、画面の更新が終わらないうちに新しいフレームの表示が始まることで「テアリング」が発生してしまう。
フレームレートをリフレッシュレートと同期する従来の垂直同期方式とは異なり、FreeSyncはリフレッシュレートをフレームレートと同期する。これにより、垂直同期と併用してスタッタリングや遅延、テアリングの生じない滑らかな映像を表示できる。ただし、FreeSyncのみを有効にした場合はテアリングが発生することに注意する必要がある。

## 種類

### AMD FreeSync
すべてのFreeSyncディスプレイはAMDの認定プロセスにおいて、テアリングの有無やレイテンシの基準に合格する必要がある。

### AMD FreeSync Premium
FreeSync Premiumは通常のFreeSync要件に加えて、最小で1080pの解像度と120Hzのリフレッシュレートかつ、低フレームレート補正（LFC）を備えている必要がある。LFCとは、ディスプレイがサポートする可変リフレッシュレートの範囲をフレームレートが下回った場面でも、同じフレームを複数回表示することでテアリングやスタッタリングの発生を防ぐ機能である。

### AMD FreeSync Premium Pro
FreeSync Premium Pro（旧：FreeSync 2 HDR）は、FreeSync Premiumの要件に加えてHDR表示や広色域表示を盛り込んだ最上位の規格。一般的なHDR表示対応ディスプレイは、受け取ったHDR映像信号を表示能力に合わせて調整する「ディスプレイトーンマッピング」という処理を行う。一方、FreeSync Premium Proではこの処理をGPUが肩代わりすることで、HDR処理のレイテンシを低減できるとしている。

## 対応製品

### GPU
- Radeon RX 200シリーズ以降のAMD GPU[3]
- GeForce GTX 10シリーズ以降のNVIDIA GPU[注釈 1][5]
- Gen11（Ice Lake）以降のIntel GPU[注釈 1][6]

### ゲーム機
- Xbox One[7]
- Xbox Series X/S